# Pozzol Groppo
Pozzol Groppo (piemontesisch Posseu 'd Greupo) ist eine Gemeinde in der italienischen Provinz Alessandria (AL), Region Piemont.

## Lage und Einwohner
Pozzol Groppo liegt 40 km östlich von der Provinzhauptstadt Alessandria entfernt auf einer Höhe von 200 m über dem Meeresspiegel und grenzt an die Lombardei. Das Gemeindegebiet umfasst eine Fläche von 13 km² und hat 295 (Stand 31. Dezember 2023) Einwohner. Die Gemeinde verteilt sich auf 13 Fraktionen (Weiler). In San Lorenzo befindez sich der Gemeindesitz.
Die Nachbargemeinden sind Cecima (PV), Godiasco (PV), Momperone, Montemarzino und Volpedo.

### Bevölkerungsentwicklung

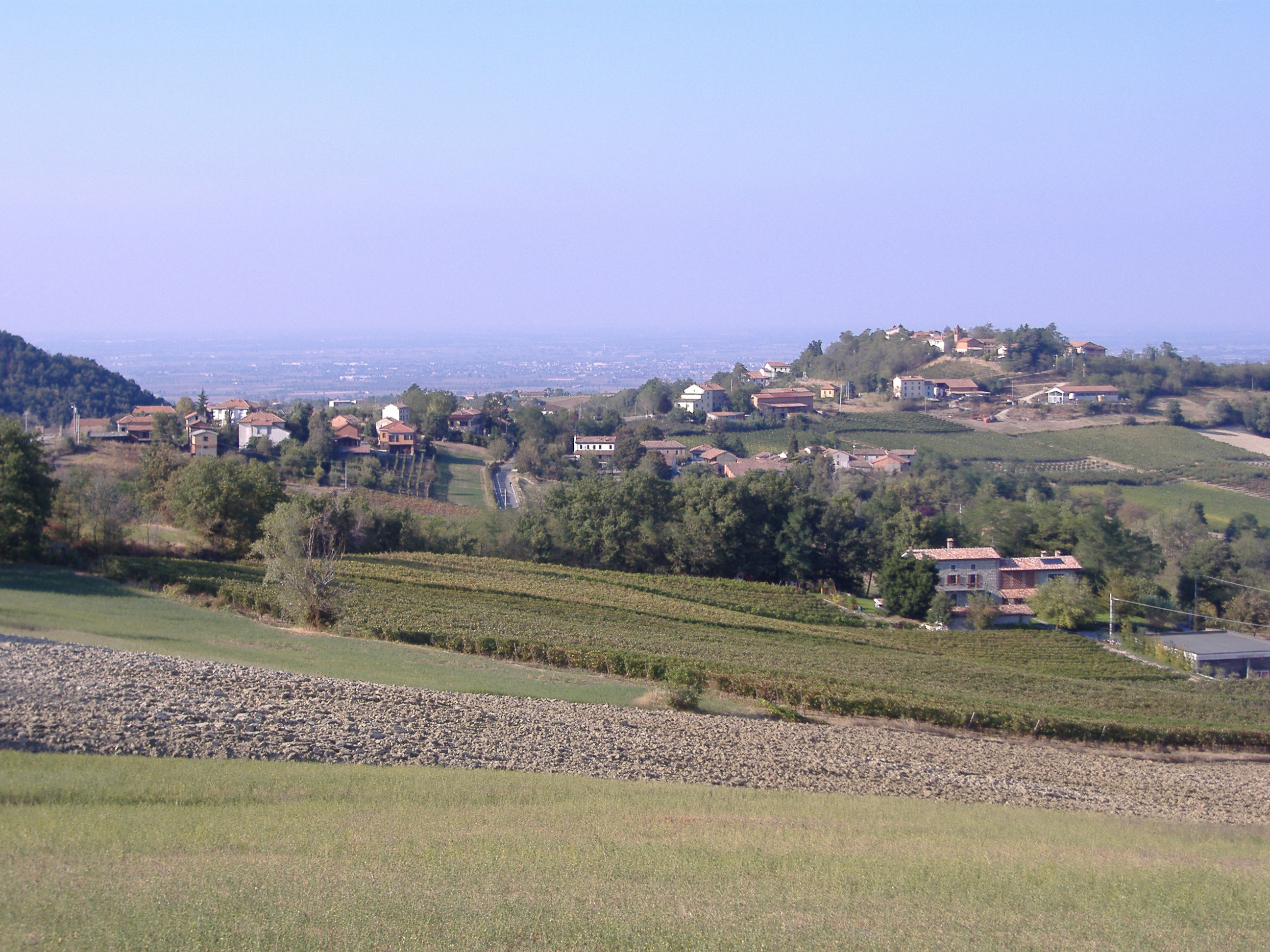
San Lorenzo

## Geschichte

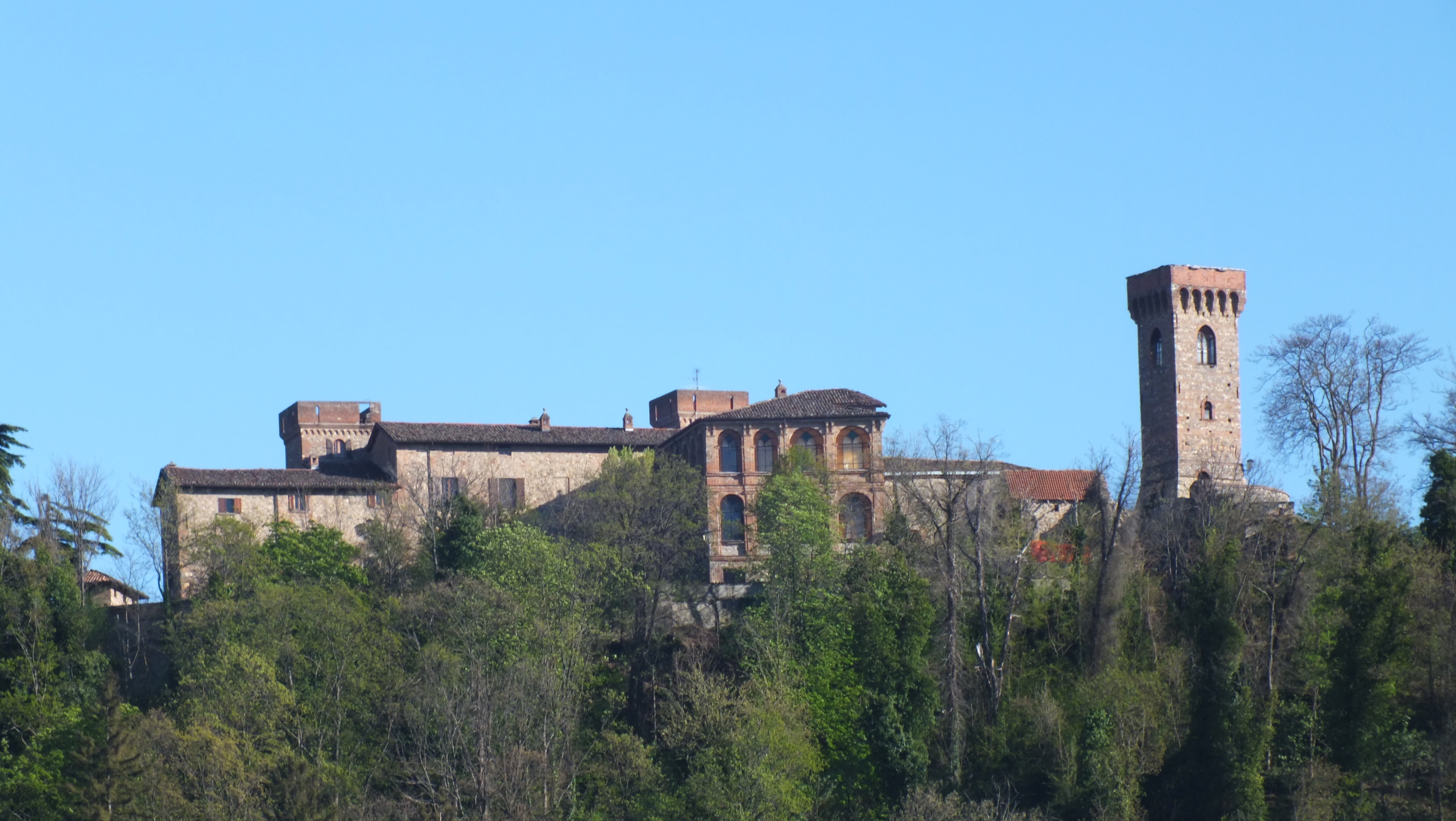
Kastell der Familie Malaspina

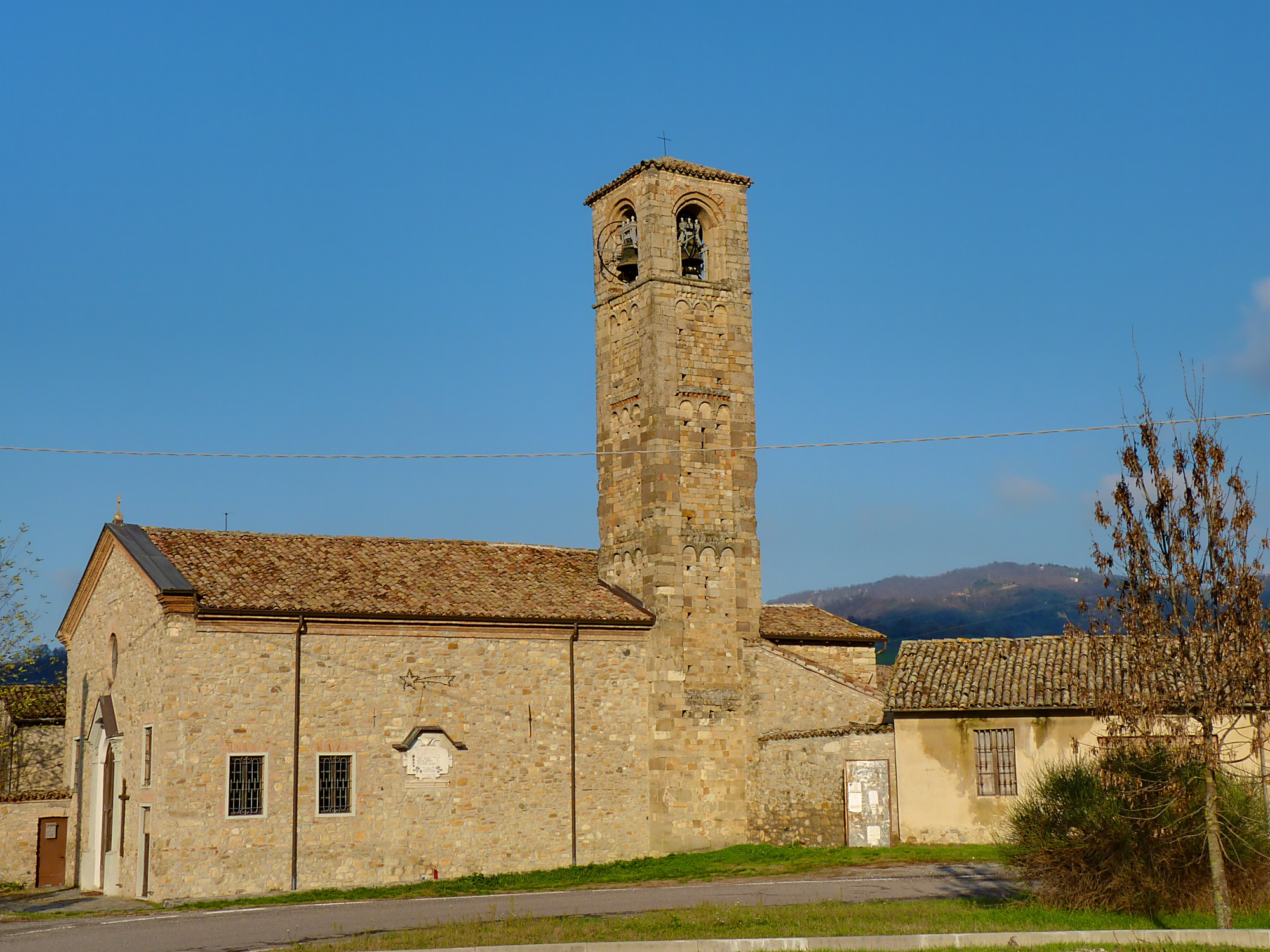
Kirche Santa Maria in Biagnasco

Der ab dem Jahr 1176 nachgewiesene Ortsname ist in den Formen „Puzolum“ und „Puçolum“ dokumentiert und wird abgeleitet vom lateinischen Begriff PUTEUM mit dem Diminutivsuffix -OLUS. Seine Bedeutung ist „pozzuolo“ das „Wassertank“ oder „Brunnen“ bedeutet.
Seine Ursprünge reichen bis in die Antike zurück. Die ersten Dokumente zu seiner Geschichte stammen jedoch aus dem Mittelalter, genauer gesagt aus dem 12. Jahrhundert. Nachdem es in den Besitz der Familie Malaspina übergegangen war, blieb es lange Zeit unter der Gerichtsbarkeit des nahegelegenen Tortona. Anschließend kehrte es in den Besitz der Familie Orbetenghi zurück, die dort bis 1889 regierte.

## Sehenswürdigkeiten
- Die Malaspina-Burg, die an der Stelle eines römischen Wachturms erbaut wurde, eine massive Struktur aufweist und von drei zinnenbekrönten Türmen gekrönt wird. Sie ist für Besucher geöffnet.
- Die Pfarrkirche, deren Glockenturm im romanischen Stil erbaut worden ist.
- Die Pfarrkirche San Lorenzo, die im Weiler Monticelli steht.